# Crossgate
Crossgate város az USA Kentucky államában, Jefferson megyében. Lakosainak száma 221 fő (2020. április 1.).

## Népesség
A település népességének változása:

| 2010 | 225 |
| 2020 | 221 |